# Daniłowo (powiat ostrołęcki)
Daniłowo – wieś sołecka w Polsce położona w województwie mazowieckim, w powiecie ostrołęckim, w gminie Goworowo.
Wierni Kościoła rzymskokatolickiego należą do parafii Podwyższenia Krzyża Świętego w Goworowie.

## Historia
Wieś szlachecka położona była w drugiej połowie XVI wieku w powiecie ostrołęckim ziemi łomżyńskiej. W latach 1921–1936 wieś leżała w województwie białostockim, w powiecie ostrołęckim, w gminie Szczawin (od 1936 w gminie Goworowo).
Według Powszechnego Spisu Ludności z 1921 roku wieś zamieszkiwały 283 osoby, 275 było wyznania rzymskokatolickiego, a 8 mojżeszowego. Jednocześnie wszyscy mieszkańcy zadeklarowali polską przynależność narodową. Było tu 39 budynków mieszkalnych. Miejscowość należała do parafii rzymskokatolickiej w Goworowie. Podlegała pod Sąd Grodzki w Ostrołęce i Okręgowy w Łomży; właściwy urząd pocztowy mieścił się w Goworowie.
Do 1936 roku miejscowość była siedzibą gminy Szczawin.
W wyniku agresji III Rzeszy na Polskę we wrześniu 1939 wieś znalazła się pod okupacją niemiecką i do wyzwolenia weszła w skład Landkreis Mackeim (makowski) Regierungsbezirk Zichenau (rejencji ciechanowskiej) III Rzeszy.
W latach 1975–1998 miejscowość administracyjnie należała do województwa ostrołęckiego.